# Fantasia of Life Stripe
『Fantasia of Life Stripe』是flumpool的第2張專輯。2011年1月26日發售。

## 收錄曲
（全作詞：山村隆太、作曲：阪井一生、編曲：玉井健二、百田留衣（特記以外））
1. 只想告訴你
  - 5th單曲收錄
  - 電影『只想告訴你[錨點失效]』主題歌
2. two of us
  - 富士電視台TWO『あいのり2』主題歌
3. reboot 〜不死心的詩〜
  - 4th單曲收錄
  - 日本電視台 2010年世界盃足球賽應援歌曲
4. Snowy Nights Serenade〜也想連繋的心靈〜
  - 朝日電視台『お願い!ランキング』12月度結尾曲
5. 東京哀歌
6. Music Surfer
7. 僕はここにいる
8. 君のための100のもしも
9. この時代を生き抜くために
10. 流星
  - 4th單曲的第2首曲收錄。
11. ギルト
12. しおり
13. ベガ 〜過去と未来の北極星〜
作曲：尼川元気
14. 残像
弦編曲：村山達哉
  - 3rd單曲收錄
  - TBS系劇集『ブラッディ・マンデイ -シーズン2-』主題歌

## 電視出演
- A-Studio（TBS、2011年1月14日）
- Music Lovers（日本電視台、2011年1月23日）
- HEY!HEY!HEY!MUSIC CHAMP（富士電視台、2011年1月24日）
- MUSIC STATION（朝日電視台、2011年1月28日）